# Nicolae I al Rusiei
Nicolae I al Rusiei (în limba rusă: Николай I Павлович, Nicolai I Pavlovici), (n. 25 iunie/6 iulie 1796, Gatcina, Gubernia Sankt Petersburg⁠(d), Imperiul Rus – d. 18 februarie/2 martie 1855, Sankt Petersburg, Imperiul Rus) a fost Împărat al Rusiei din 1825 până în 1855, și rege al Poloniei din 1825 până în 1831.
S-a născut la reședința imperială de la Gatcina, fiind fiul împăratului Paul I și al soției sale Sophie Marie Dorothea de Württemberg, rebotezată în Rusia ca Maria Fiodorovna. Era fratele mai mic al viitorului țar Alexandru I și al Marelui Duce Constantin Pavlovici.

## Principiile domniei
Lui Nicolae îi lipseau cu desăvârșire larga deschidere spirituală și intelectuală a fratelui său, Alexandru. A considerat că rolul lui ca împărat era doar acela de autocrat paternalist, care își guvernează poporul prin orice mijloace găsește necesar. Având experiența revoltei decembriste, Nicolae a fost hotărât să țină în frâu toată societatea rusă. Poliția secretă, așa numita Secția a treia a Cancelariei Maiestății Sale Imperiale, a creat o uriașa rețea de informatori și spioni, gestionată cu ajutorul jandarmeriei.  Guvernul a exercitat cenzura și controlul strict în domeniile educației publice, presei și a tuturor manifestărilor vieții publice. În 1833, ministrul educației, Serghei Uvarov, a conceput un program numit "Autocrație, ortodoxie și naționalitate" ca ghid călăuzitor al regimului. Poporul trebuia să fie loial autorității nelimitate a țarului, bisericii ortodoxe și, într-un mod vag definit, națiunii ruse. Aceste principii nu s-au bucurat de susținerea populară, în schimb au dus la represiuni în rândul naționalităților ne-ruse și a altor confesiuni decât cea ortodoxă. Astfel, guvernul a reprimat Biserica Unită din Ucraina și Belarus în 1839.

## Cultura
Accentul pus pe naționalismul rusesc a dus la o dezbatere cu privire la locul Rusiei în lume, cu privire la sensul istoriei naționale și al viitorului țării. Unul dintre grupuri, al occidentaliștilor, credeau că Rusia a rămas în urmă cu dezvoltarea, fiind o țară primitivă și nu se poate dezvolta decât prin europenizare. Grupul slavofililor, ridicau în slăvi slavii și cultura și obiceiurile lor și se delimitau de occident și cultura și obiceiurile din această parte a lumii. Slavofilii considerau că filozofia slavă este sursă a împlinirii în Rusia și erau sceptici față de materialismul și raționalismul european. Unii dintre ei credeau că obștea sătească tradițională rusă – mir – oferea o alternativă atractivă la capitalismul occidental și putea salva Rusia din punct de vedere social și moral. Slavofilismul este privit din această ultimă cauză ca o formă de mesianism rusesc.

## Politica externă
În politica externă, Nicolae I a acționat ca protector al domniilor de drept și luptător împotriva mișcărilor revoluționare. Ofertele sale de înăbușire a revoluțiilor de pe continentul european, acceptate uneori, i-au adus supranumele de jandarm al Europei. În 1825, Nicolae I a refuzat să fie încoronat monarh constituțional, iar în schimb a continuat să limiteze libertățile monarhiei constituționale a Poloniei. În schimb, după izbucnirea Revoltei din noiembrie în 1831, Seimul Poloniei i-a ridicat lui Nicolae I titlul de rege, ca răspuns la continua reducere a drepturilor constituționale ale Parlamentului. Țarul a reacționat trimițând trupele imperiale în Polonia. Rebeliunea a fost înăbușită, Nicolae abrogând Constituția, transformând Polonia într-o provincie a Imperiului (Привислинский Край – Privislinski Krai), totodată declanșând o politică de represiune a catolicilor.. În  1848, când o serie de revoluții a zguduit Europa, Nicolae a fost vârful de lance al reacțiunii și a intervenit în ajutorul Habsburgilor pentru înăbușirea revoluției din Ungaria. De asemenea, a făcut presiuni asupra Prusiei să nu accepte o constituție liberală. După ce a ajutat forțele reacționare din Europa să înfrângă revoluțiile, se părea că Rusia lui Nicolae I domină Europa.
Dominația rusă s-a dovedit iluzorie până în cele din urmă. În vreme ce încerca să mențină status quo-ul în Europa, Nicolae a adoptat o politică agresivă față de Imperiul Otoman. El urmărea linia tradițională a politicii externe țariste de rezolvare a așa-numitei Probleme Orientale prin împărțirea Imperiului Otoman și stabilirea unui protectorat asupra populației ortodoxe din Balcanii aflate încă sub stăpânirea turcilor. Rusia a repurtat victorii în războiul din 1828 – 1829. În 1833, Rusia a semnat cu Imperiul Otoman Tratatul de la Hünkâr İskelesi. Cele mai importante puteri europene au crezut în mod greșit că tratatul conținea o clauză secretă care ar fi permis Rusiei să trimită corăbii de război în Marea Mediterană prin strâmtorile Bosfor și Dardanele. Prin Convenția strâmtorilor din 1841, puterile europene au reafirmat dreptul la control deplin al turcilor asupra strâmtorilor și a interzis tuturor puterilor, inclusiv Rusiei, să trimită vreo flotă prin strâmtori. Bazându-se pe rolul jucat în înăbușirea revoluțiilor de la 1848 și crezând în mod greșit că se bucură de sprijinul diplomatic al Angliei, Nicolae a atacat încă o dată Imperiul Otoman în 1853. Regatul Unit și Franța, temându-se de consecințele unei înfrângeri a turcilor în război, s-au aliat cu otomanii în 1854 și i-au sprijinit în războiul Crimeii. Austria a oferit sprijin diplomatic Turciei, iar Prusia a rămas neutră, lăsând Rusia fără aliați în Europa. Aliații europeni ai otomanilor au debarcat în Crimeea, asediind puternica fortăreață de la Sevastopol, care a fost cucerită după un an.  Asediul a fost o dovadă tristă a incapacității Rusiei de a-și apăra propriul teritoriu. Nicolae I a murit înainte de încheierea asediului, dar el era deja conștient de eșecul guvernării sale. Rusia a fost astfel obligată să înceapă o serie de reforme majore, altfel putând să-și piardă statutul de mare putere europeană.